# Anselm Unruh
Anselm Unruh (? - 5. února 1710) byl františkán působící v českých zemích a české řádové provincii svatého Václava. Po vysvěcení na kněze získal svolení působit jako kazatel. Mimořádná provinční kapitula františkánů v Nise v červenci 1689 jej ustanovila jedním ze dvou lektorů filozofie na klášterních studiích řádu v Jindřichově Hradci. Jako učitel řádového dorostu zde působil do roku 1690 nebo 1691. V letech 1697 až 1698 působil jako kvardián konventu ve Slaném. Zemřel 5. února 1710 v Kladsku.
Bratr Anselm Unruh byl údajně autorem blíže nezjištěné útlé knížky „pro nemocné“, tedy zřejmě obsahující modlitby a duchovní povzbuzení nebo instrukce pro chorobou postižené nebo umírající křesťany.